# Mrs. Dalloway
Mrs. Dalloway è un film del 1997 diretto da Marleen Gorris e tratto dall'omonimo romanzo di Virginia Woolf.

## Trama
Nel 1923 a Londra, in una giornata di metà giugno, Clarissa Dalloway, moglie di un deputato alla Camera dei Lords, esce per comprare dei fiori per la festa che darà quella sera e vedrà riuniti nella sua bella casa molti importanti personaggi. Mentre cammina, la sua memoria torna agli eventi di un'estate trascorsa in campagna molti anni prima, quando era giovane e molto corteggiata. In particolare Peter Walsh era innamorato di lei ma non trovava mai il modo giusto per farsi ricambiare e, quando era apparso nella compagnia Richard, destinato ad una brillante carriera politica, aveva capito di non poter competere. Nel corso della giornata, come evocato dal ricordo, Peter, appena tornato dall'India va a trovare Clarissa, e viene invitato alla festa della sera. Intanto, nelle strade di Londra, il giovane Septimus si aggira disperato insieme alla moglie. Traumatizzato dall'esperienza della guerra, Septimus ha perso il controllo di se stesso, ha visioni continue, e la moglie lo accompagna da un medico che, dopo un colloquio, ne ordina il ricovero in ospedale psichiatrico. Ma quando la sera arrivano gli infermieri, Septimus non resiste e si butta dal balcone. L'eco dell'incidente giunge a Clarissa che, non lontano, sta mandando avanti la propria festa. Clarissa riflette sull'episodio, e poi si decide ad andare da Peter per parlare, da soli, degli episodi della loro giovinezza.